# حسن تورك
حسن تورك (بالتركية: Hasan Türk)‏ هو لاعب كرة قدم تركي في مركزي الوسط والهجوم، ولد في 20 مارس 1993 في غونن في تركيا. شارك مع منتخب تركيا الوطني لكرة القدم تحت 15 سنة ‏ ومنتخب تركيا تحت 17 سنة لكرة القدم ومنتخب تركيا تحت 19 سنة لكرة القدم ومنتخب تركيا تحت 20 سنة لكرة القدم. أما مع النوادي، فقد لعب مع نادي بشكتاش ونادي جوزتيبي.

## وصلات خارجية
- حسن تورك على موقع الاتحاد الأوربي (الإنجليزية)
- حسن تورك على موقع اتحاد تركيا (لاعب) (الإنجليزية)
- حسن تورك على موقع قاعدة بيانات كرة القدم.إي يو (الإنجليزية)
- حسن تورك على موقع Soccerway.com (الإنجليزية)
- حسن تورك على موقع عالم كرة القدم.نت (الإنجليزية)